# Hydriomena obsoletaria
Hydriomena obsoletaria là một loài bướm đêm trong họ Geometridae.